# Lotta Edling
Lotta Christina Edling, född 21 september 1970 i Hedvig Eleonora församling i Stockholm, är en svensk journalist.

## Biografi
Edling har en bakgrund som reporter och redaktör på Veckans Affärer (till 2000), Ekonomi24 (2000–2002) och Affärsvärlden (2002–2005). År 2005 kom hon till Dagens Industri. År 2009 utsågs hon till ställföreträdande ansvarig utgivare och en av två redaktionschefer på DI.
Det 1 januari 2016 blev Edling DI:s chefredaktör.
Den 1 augusti 2018 lämnade Edling DI för ett nytt uppdrag som publicistisk utvecklingsdirektör på Bonnier News.